# Ruy Proença
Ruy Proença (São Paulo, 9 de janeiro de 1957) é um poeta e tradutor brasileiro.

## Biografia
Engenheiro graduado pela Escola Politécnica da Universidade de São Paulo, Ruy Proença estreou em livro com Pequenos séculos (Klaxon, 1985), seguindo-se  A lua investirá com seus chifres (Giordano, 1996), Como um dia come o outro (Nankin, 1999), Visão do térreo (Editora 34, 2007; projeto selecionado pelo Programa de Ação Cultural  do Governo do Estado de São Paulo), Coisas daqui (SM, 2007) e Caçambas (Editora 34, 2016; projeto selecionado pelo Programa Petrobras Cultural). 
De 1991 a 2002, integrou o grupo paulista de poesia Cálamo, do qual fizeram parte, entre outros, Fabio Weintraub, Priscila Figueiredo, Chantal Castelli, Luiz Gonzaga e Ana Paula Pacheco. 
Está presente em diversas antologias de poesia brasileira como Anthologie de la poésie brésilienne (Chandeigne, França, 1998), Pindorama: 30 poetas de Brasil (Revista Tsé-tsé, Argentina, 2000), Poesia brasileira do século XX: dos modernistas à actualidade (Antígona, Portugal, 2001), New Brazilian and American Poetry (Revista Rattapallax, EUA, 2003),  Antologia comentada da poesia brasileira do século 21 (Publifolha, 2006), Traçados diversos: uma antologia da poesia contemporânea (Scipione, 2009), Roteiro da poesia brasileira: anos 80 (Global, 2010) e É que os Hussardos chegam hoje (Patuá, 2014). Foi também um dos organizadores da antologia realizada em homenagem a Donizete Galvão Outras ruminações (Dobra, 2014). 
Traduziu os poetas franceses Boris Vian e Paol Keineg  (Histórias verídicas. Dobra, 2014).
Discutindo o título de seu livro mais recente, Caçambas, Proença afirma que, assim como o modelo contemporâneo de sociedade consumista, insustentável, procura uma solução para os resíduos gerados, sua poética busca a reconstrução de uma “narrativa” a partir de “detritos”. Diz ainda que em sua obra está presente a consciência de que "o tempo literário é um território de interrogação do tempo presente".